# Hoa hậu Hoàn vũ 1986
Hoa hậu Hoàn vũ 1986 là cuộc thi Hoa hậu Hoàn vũ lần thứ 35 được tổ chức tại Thành phố Panama, Panama. Người chiến thắng của cuộc thi là hoa hậu Venezuela, Barbara Palacios.

## Kết quả

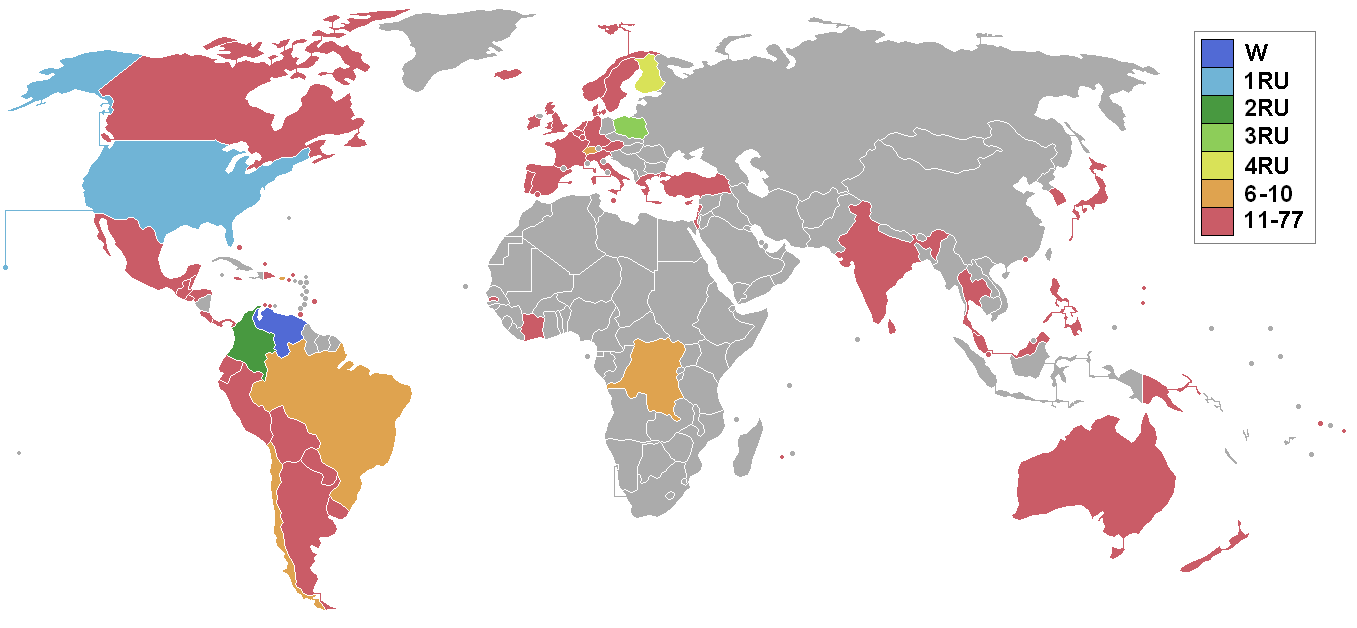
Các quốc gia và vùng lãnh thổ tham gia Hoa hậu Hoàn vũ 1986 và kết quả.

### Thứ hạng
| Kết quả              | Thí sinh |
| -------------------- | --- |
| Hoa hậu Hoàn vũ 1986 | - Venezuela – Barbara Palacios |
| Á hậu 1              | - Hoa Kỳ – Christy Fichtner |
| Á hậu 2              | - Colombia – María Mónica Urbina |
| Á hậu 3              | - Ba Lan – Brygida Bziukiewicz |
| Á hậu 4              | - Phần Lan – Tuula Irmeli Polvi |
| Top 10               | - Brazil – Deise Nunes - Chile – Mariana Villasante - Puerto Rico – Elizabeth Robison - Thụy Sĩ – Eveline Glanzmann - Zaire – Aimée Dobala |

### Thứ tự gọi tên
| 1. Brazil 2. Colombia 3. Puerto Rico 4. Hoa Kỳ 5. Zaire 6. Thụy Sĩ 7. Venezuela 8. Ba Lan 9. Phần Lan 10. Chile | 1. Hoa Kỳ 2. Phần Lan 3. Ba Lan 4. Venezuela 5. Colombia |

## Các giải thưởng đặc biệt
| Giải thưởng                 | Thí sinh                      |
| --------------------------- | ----------------------------- |
| Hoa hậu Thân thiện          | - Guam – Dina Reyes Salas     |
| Hoa hậu Ảnh                 | - Ý – Susanna Huckstep        |
| Trang phục dân tộc đẹp nhất | - Panama – Gilda García López |

## Hội đồng giám khảo
- Harry Langdon - diễn viên
- Shawn Weatherly – Hoa hậu Hoàn vũ 1980 đến từ Hoa Kỳ
- Kristy McNichol - diễn viên
- Patrick Macnee - diễn viên
- Willard Pugh - diễn viên
- Sandy Duncan - diễn viên

### Chung kết
| \| Quốc gia/Vùng lãnh thổ \| Trung bình sơ bộ \| Phỏng vấn \| Áo tắm \| Dạ hội \| Trung bình bán kết \| \| ---------------------- \| ---------------- \| ---------- \| ---------- \| ---------- \| ------------------ \| \| Venezuela \| 8.776 (2) \| 9.390 (1) \| 9.100 (2) \| 9.550 (1) \| 9.346 (1) \| \| Hoa Kỳ \| 8.950 (1) \| 8.880 (3) \| 9.380 (1) \| 9.490 (2) \| 9.250 (2) \| \| Ba Lan \| 8.276 (7) \| 9.030 (2) \| 9.000 (3) \| 9.000 (6) \| 9.010 (3) \| \| Colombia \| 8.310 (5) \| 8.850 (4) \| 8.620 (7) \| 9.340 (3) \| 8.936 (4) \| \| Phần Lan \| 8.530 (3) \| 8.470 (5) \| 8.880 (4) \| 9.120 (5) \| 8.823 (5) \| \| Brazil \| 8.289 (6) \| 8.175 (9) \| 8.810 (5) \| 9.160 (4) \| 8.715 (6) \| \| Zaire \| 8.266 (8) \| 8.366 (6) \| 8.580 (8) \| 8.920 (7) \| 8.621 (7) \| \| Thụy Sĩ \| 8.256 (10) \| 8.020 (10) \| 8.740 (6) \| 8.870 (8) \| 8.543 (8) \| \| Chile \| 8.480 (4) \| 8.230 (8) \| 8.490 (9) \| 8.780 (9) \| 8.500 (9) \| \| Puerto Rico \| 8.260 (9) \| 8.260 (7) \| 8.330 (10) \| 8.660 (10) \| 8.416 (10) \| | Hoa hậu Á hậu 1 Á hậu 2 Á hậu 3 Á hậu 4 Top 10 (#) Xếp hạng ở mỗi phần thi |            |            |            |                    |
| Quốc gia/Vùng lãnh thổ | Trung bình sơ bộ                                                           | Phỏng vấn  | Áo tắm     | Dạ hội     | Trung bình bán kết |
| Venezuela | 8.776 (2)                                                                  | 9.390 (1)  | 9.100 (2)  | 9.550 (1)  | 9.346 (1)          |
| Hoa Kỳ | 8.950 (1)                                                                  | 8.880 (3)  | 9.380 (1)  | 9.490 (2)  | 9.250 (2)          |
| Ba Lan | 8.276 (7)                                                                  | 9.030 (2)  | 9.000 (3)  | 9.000 (6)  | 9.010 (3)          |
| Colombia | 8.310 (5)                                                                  | 8.850 (4)  | 8.620 (7)  | 9.340 (3)  | 8.936 (4)          |
| Phần Lan | 8.530 (3)                                                                  | 8.470 (5)  | 8.880 (4)  | 9.120 (5)  | 8.823 (5)          |
| Brazil | 8.289 (6)                                                                  | 8.175 (9)  | 8.810 (5)  | 9.160 (4)  | 8.715 (6)          |
| Zaire | 8.266 (8)                                                                  | 8.366 (6)  | 8.580 (8)  | 8.920 (7)  | 8.621 (7)          |
| Thụy Sĩ | 8.256 (10)                                                                 | 8.020 (10) | 8.740 (6)  | 8.870 (8)  | 8.543 (8)          |
| Chile | 8.480 (4)                                                                  | 8.230 (8)  | 8.490 (9)  | 8.780 (9)  | 8.500 (9)          |
| Puerto Rico | 8.260 (9)                                                                  | 8.260 (7)  | 8.330 (10) | 8.660 (10) | 8.416 (10)         |

## Thí sinh tham gia
| - Argentina - María de los Ángeles Fernández Espadero - Aruba - Mildred Jacqueline "Jacky" Semeleer - Úc - Christina Lucinda Bucat - Áo - Manuela Redtenbacher - Bahamas - Marie Brown - Barbados - Roslyn Irene Williams - Bỉ - Goedele Maria Liekens - Belize - Romy Ellen Taegar - Bolivia - Elizabeth O'Connor D'Arlach - Brazil - Deise Nunes de Souza - Quần đảo Virgin (Anh) - Shereen Desmona Flax - Canada - Renee Newhouse - Chile - Mariana Villasante Aravena - Colombia - María Mónica Urbina Pugliesse - Quần đảo Cook - Lorna Sawtell - Costa Rica - Aurora Velásquez Arigño - Bờ Biển Ngà - Marie Françoise Kouame - Curaçao - Christine Joyce Denise Sibilo - Síp - Christina Vassaliadou - Đan Mạch - Helena Christensen - Cộng hòa Dominica - Lissette Chamorro - Ecuador - Verónica Lucía Sevilla Ledergerber - El Salvador - Vicky Elizabeth Cañas Álvarez - Anh - Joanne Ruth Sedgley - Phần Lan - Tuula Irmeli Polvi - Pháp - Catherine Carew - Gambia - Rose Marie Eunson - Đức - Birgit Jahn - Gibraltar - Gail Anne May Francis - Hy Lạp - Vasilia "Silia" Mantaki - Guam - Dina Ann Reyes Salas - Guatemala - Christa Kalula Wellman Girón - Hà Lan - Caroline Veldkamp - Honduras - Sandra Natalie Navarrete Romero - Hồng Kông - Lý Mỹ San - Iceland - Thora Thrastardóttir - Ấn Độ - Mehr Jessia - Ireland - Karen Ann Shevlin - Israel - Nilly Drucker | - Ý - Susanna Huckstep - Jamaica - Liliana Antoinette Cisneros - Nhật Bản - Hiroko Esaki - Hàn Quốc - Bae Young-ran - Liban - Reine Philip Barakat - Luxembourg - Martine Christine Georgette Pilot - Malaysia - Betty Chee Nyuk Pit - Malta - Antoinette Zerafa - Mexico - Alejandrina "Connie" Carranza Ancheta - New Zealand - Christine Atkinson - Quần đảo Bắc Mariana - Christine Guerrero - Na Uy - Tone Henriksen - Panama - Gilda García López - Papua New Guinea - Anna Wild - Paraguay - Johanna Kelmer Joja - Perú - Karin Mercedes Lindemann García - Philippines - Violeta Arsela Enriquez Naluz - Ba Lan - Brygida Elzbieta Bziukiewicz - Bồ Đào Nha - Mariana Dias Carriço - Puerto Rico - Elizabeth Robison Latalladi - Réunion - Geneviève Lebon - Scotland - Natalie M. Devlin - Singapore - Farah Lange - Tây Ban Nha - Concepción "Concha" Isabel Tur Espinosa - Sri Lanka - Indra Kumari - Thụy Điển - Anne Lena Rahmberg - Thụy Sĩ - Eveline Nicole Glanzmann - Thái Lan - Thaveeporn Klungpoy - Trinidad và Tobago - Candace Jennings - Thổ Nhĩ Kỳ - Demet Basdemir - Quần đảo Turks và Caicos - Barbara Bulah Mae Capron - Uruguay - Norma Silvana García Lapitz - Hoa Kỳ - Christy Fichtner - Quần đảo Virgin (Mỹ) - Jasmine Olivia Turner - Venezuela - Barbara Palacios - Wales - Tracey Rowlands - Tây Samoa - Tui Kaye Hunt - Zaire - Aimee Likobe Dobala |

## Chú ý

### Lần đầu tham gia
- Bờ Biển Ngà

### Trở lại
- Lần cuối tham gia vào năm 1975:
  -  Jamaica
- Lần cuối tham gia vào năm 1984:
  -  Aruba
  -  Thụy Sĩ
  -  Thổ Nhĩ Kỳ

### Bỏ cuộc
- Bermuda – Samantha Jayne Morton
- Quần đảo Cayman
- Dominica
- Haiti
- Senegal
- Tahiti – tham dự Hoa hậu Pháp từ năm này
- Nam Tư – Tatjana Spasic